# Реверсивна смуга руху

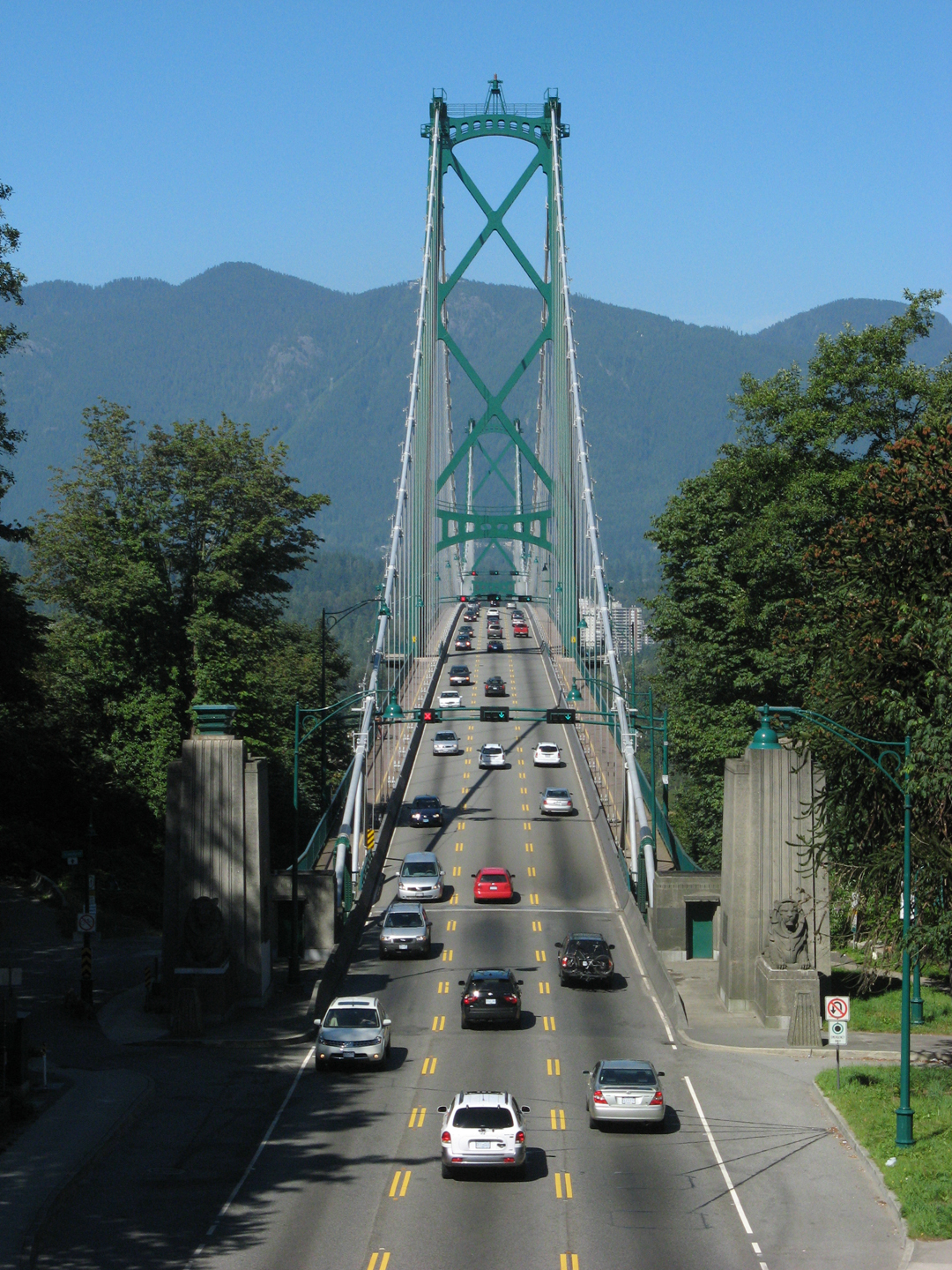
Південний кінець моста Lions Gate у Ванкувері, Канада

Реверсивна смуга руху (англ. reversible lane, tidal flow) — це смуга руху в якій рух можливий в обох напрямках, залежно від певних умов. Зазвичай використовується для розширення потоку транспорту під час години пік. Рух по смузі регулюється реверсивним світлофором, який має вигляд червоного хрестика що забороняє рух по смузі, або зеленої стрілки, яка дозволяє рух. На довгих реверсивних смугах може також додатково використовуватись жовта стрілка, яка означає вимогу негайно звільнити смугу у вказаному напрямку, бо подальший рух по смузі небезпечний (може відбуватись зміна напрямку).

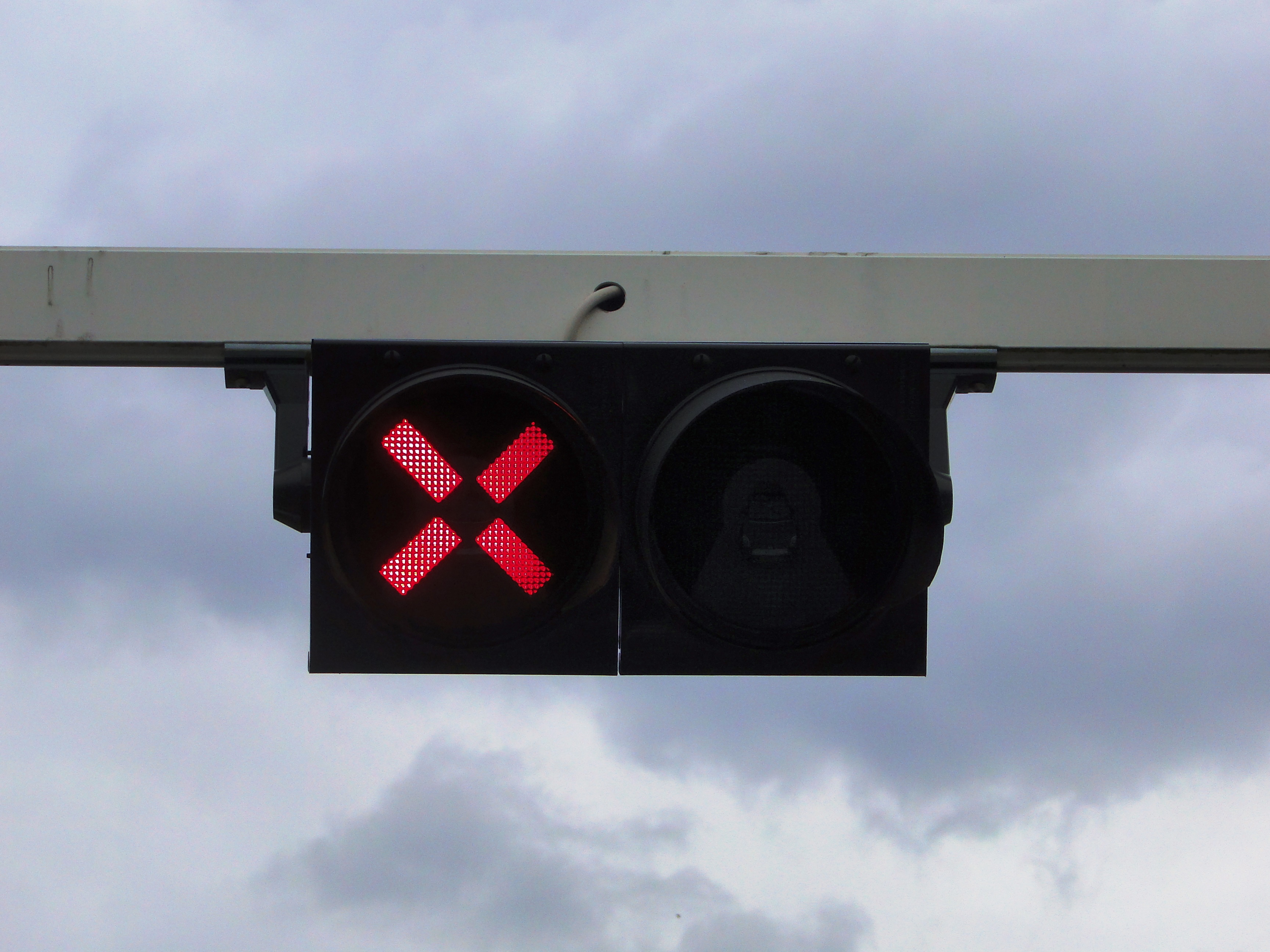
Червоний сигнал - виїзд на смугу заборонено (там зустрічний рух)
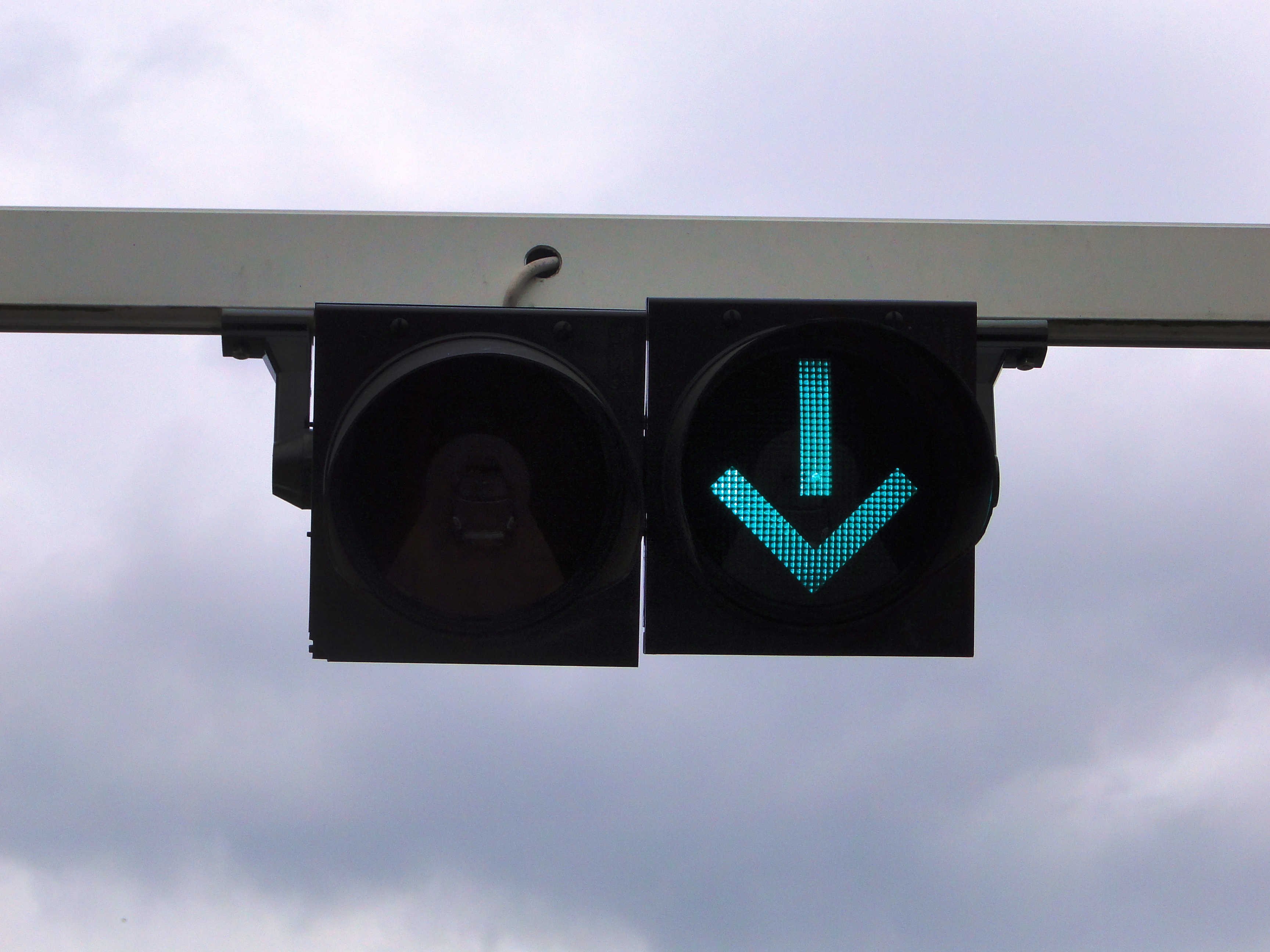
Зелений сигнал - можна рухатись по смузі
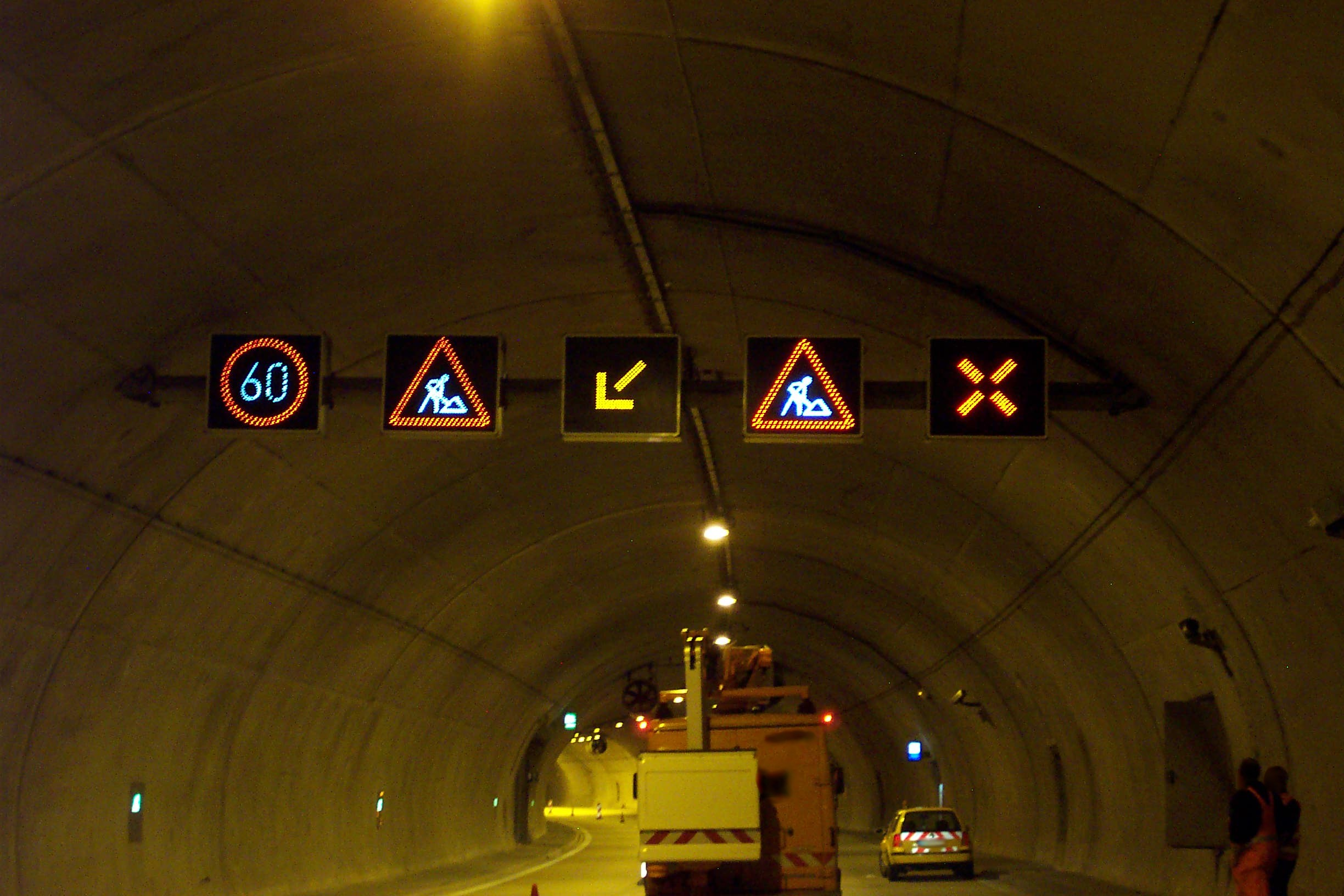
Жовта стрілка - негайно звільнити смугу
Тимчасовий реверсивний рух при ремонтних роботах

Такі смуги часто зустрічаються на мостах або в тунелях та дорогах які їх оточують. Наявність таких смуг дозволяє регулювати рух залежно від дорожніх умов.
Про реверсивну смугу також інформують наступні інформаційно-вказівні знаки:

5.13. Дорога з реверсивним рухом
5.14. Кінець дороги з реверсивним рухом
5.15. Виїзд на дорогу з реверсивним рухом

## Зноски
1. ↑  ПОСТАНОВА № 1306 Про Правила дорожнього руху - Кабінет Міністрів України